# Rodrigo Pacheco
Rodrigo Pacheco y Osorio de Toledo (1580, Ciudad Rodrigo — 16 avril 1640, Madrid) est le vice-roi de la Nouvelle-Espagne du 3 novembre 1624 au 26 septembre 1635.